# Костанцо II Сфорца
Вижте пояснителната страница за други личности с името Костанца Сфорца.
Костанцо II Сфорца, роден Джовани Мария Сфорца (на италиански: Costanzo II Sforza, Giovanni Maria Sforza; * 24 февруари 1510, Градара, дн. Италия; † 5 август 1512) е последният господар на Пезаро и на Градара (1510 – 1512) от семейство Сфорца.

## Произход
Той е син на Джовани Сфорца (* 1466, † 1510), господар на Пезаро и на Градара, и на третата му съпруга Джиневра Тиеполо, венецианска патриция. Има една природена сестра от извънбрачна връзка на баща си.

## Биография
След смъртта на баща му Джовани Сфорца на 27 юли 1510 г. регентството от името на 5-месечния Джовани Мария е поето от чичо му Галеацо Сфорца. Малко преди смъртта си баща му номинира детето за свой законен наследник, променяйки името му на Костанцо II и определяйки го като четвъртия господар на Пезаро от династията Сфорца. Детето обаче умира само две години по-късно. Чичо му се провъзгласява за наследник на господарството. Папа Юлий II не признава легитимността му и решава повече да не предоставя управлението на Сфорца, като назначава семейство Дела Ровере за викарий на папата на тяхно място. Следователно Костанцо II е последният Сфорца, управлявал Пезаро.